# Banyusari (Tegalrejo)
Banyusari is een bestuurslaag in het regentschap Magelang van de provincie Midden-Java, Indonesië. Banyusari telt 1490 inwoners (volkstelling 2010).